# Selección de baloncesto de Rumania
La selección de baloncesto de Rumania (en rumano: Echipa națională de basketbal a României) es el equipo formado por jugadores de nacionalidad rumana que representa a la Federación Rumana de Baloncesto en las competiciones internacionales organizadas por la Federación Internacional de Baloncesto (FIBA) o el Comité Olímpico Internacional (COI): los Juegos Olímpicos, la Copa Mundial de Baloncesto y el EuroBasket.
Rumania se ha clasificado para el EuroBasket 18 veces a lo largo de su historia. Sus mejores resultados en torneos se produjeron en 1957 y 1967 respectivamente, donde terminaron quintos. La selección nacional también participó una vez en los Juegos Olímpicos, en 1952. Sin embargo, Rumania aún tiene que conseguir la clasificación para su primer viaje a la Copa Mundial FIBA.

## Jugadores destacados
- Andrei Folbert
- Gheorghe Mureșan
- Constantin Popa
- Horia Demian
- Ernie Grunfeld

## Historial

### Copa Mundial
Resultado General: No ocupa puesto
| Copa Mundial de Baloncesto |
| --- |
| - 1950: No calificó - 1954: No calificó - 1959: No calificó - 1963: No calificó - 1967: No calificó - 1970: No calificó - 1974: No calificó - 1978: No calificó - 1982: No calificó - 1986: No calificó - 1990: No calificó - 1994: No calificó - 1998: No calificó - 2002: No calificó - 2006: No calificó - 2010: No calificó - 2014: No calificó - 2019: No calificó - 2023: No calificó - 2027: TBD |

### Juegos Olímpicos
| Baloncesto en los Juegos Olímpicos |
| --- |
| - Berlín 1936: No calificó - Londres 1948: No calificó - Helsinki 1952: 23° Lugar - Melbourne 1956: No calificó - Roma 1960: No calificó - Tokio 1964: No calificó - México 1968: No calificó - Múnich 1972: No calificó - Montreal 1976: No calificó - Moscú 1980: No calificó - Los Ángeles 1984: No calificó - Seúl 1988: No calificó - Barcelona 1992: No calificó - Atlanta 1996: No calificó - Sídney 2000: No calificó - Atenas 2004: No calificó - Pekín 2008: No calificó - Londres 2012: No calificó - Río 2016: No calificó - Tokio 2020: No calificó - París 2024: No calificó |

### EuroBasket
| EuroBasket |
| --- |
| - 1935: 10° Lugar - 1937: No participó - 1939: No participó - 1946: No participó - 1947: 10° Lugar - 1949: No participó - 1951: 18° Lugar - 1953: 13° Lugar - 1955: 7° Lugar - 1957: 5° Lugar - 1959: 8° Lugar - 1961: 7° Lugar - 1963: 11° Lugar - 1965: 13° Lugar - 1967: 5° Lugar - 1969: 9° Lugar - 1971: 8° Lugar - 1973: 9° Lugar - 1975: 11° Lugar - 1977: No participó - 1979: No participó - 1981: No participó - 1983: No participó - 1985: 10° Lugar - 1987: 12° Lugar - 1989: No participó - 1991: No participó - 1993: No participó - 1995: No participó - 1997: No participó - 1999: No participó - 2001: No participó - 2003: No participó - 2005: No participó - 2007: No participó - 2009: No participó - 2011: No participó - 2013: No participó - 2015: No participó - 2017: 23° Lugar - 2022: No participó - 2025: TBD |